# يوزيف كيلرمان
يوزيف كيلرمان (بالمجرية: Kellermann József)‏ هو مصارع رياضي مجري، ولد في 5 يناير 1937.

## وصلات خارجية
- يوزيف كيلرمان على موقع أوليمبيديا (الإنجليزية)
- يوزيف كيلرمان على موقع اللجنة الأولمبية المجرية (الهنغارية)